# میلر پلیس (نیویورک)
میلر پلیس (به انگلیسی: Miller Place) یک منطقهٔ مسکونی در ایالات متحده آمریکا است که در شهرستان سافک، نیویورک واقع شده‌است. میلر پلیس ۱۷٫۰ کیلومتر مربع مساحت و ۱۲٬۳۳۹ نفر جمعیت دارد و ۴۰ متر بالاتر از سطح دریا واقع شده‌است.